# Usha Mangeshkar
Usha Mangeshkar (devanagari: उषा मंगेशकर) (nacida en 1935) es una cantante india que ha interpretado varias canciones en Hindi, Marathi y música Gujarati para distintas bandas sonoras. Ella es la hermana menor de los cantantes, Lata Mangeshkar y Asha Bhosle. Saltó a la fama como cantante de playback o de reproducción después de interpretar algunas canciones devocionales para la película "Jai Maa Santoshi" (1975), que se convirtió un éxito de taquilla de todos los tiempos. Fue nominada a la Mejor Cantante Femenina para los premios Filmfare. Ella interpretó las mismas canciones una vez más para la versión de una película en 2006.
Usha tiene un gran interés por la pintura. También es conocida por su famosa canción titulada Mungda.

## Canciones populares
- Main To Aarti Utaru... Jai Santoshi Maa
- Aplam Chaplam... Azaad
- Khatta Meetha... Khatta Meetha
- Sultana Sultana... Taraana
- Goro Ki Naa Kalo ni...Disco Dancer
- Mungda... Inkar
- Pakdo, Pakdo, Pakdo... Naseeb
- Rang Jamake Jayenge... Naseeb
- Saare Niyam Tod Do... Khoobsurat
- Muje Pyar Ka Tohfa deke... Kala Patthar
- Oh Chali Chali Kaisi Hawa Ye Chali... Bluff Master